# Фридрихсауэ
Фри́дрихсауэ (нем. Friedrichsaue) — бывшая деревня в Германии в земле Саксония-Анхальт, район Зальцланд, ныне район города Зеланда.
Население составляет 195 человек (на 31 декабря 2007 года). Занимает площадь 4,44 км².

## История
Поселение было основано в 1753 году и названо в честь короля Фридриха Великого.
15 июля 2009 года, после проведенных реформ, был образован городской округ Зеланд, а поселения Нахтерштедт, Фридрихсауэ, Фрозе, Хойм, Шаделебен вошли в его состав в качестве районов.

## Галерея

Фридрихсауэ на карте городского округа
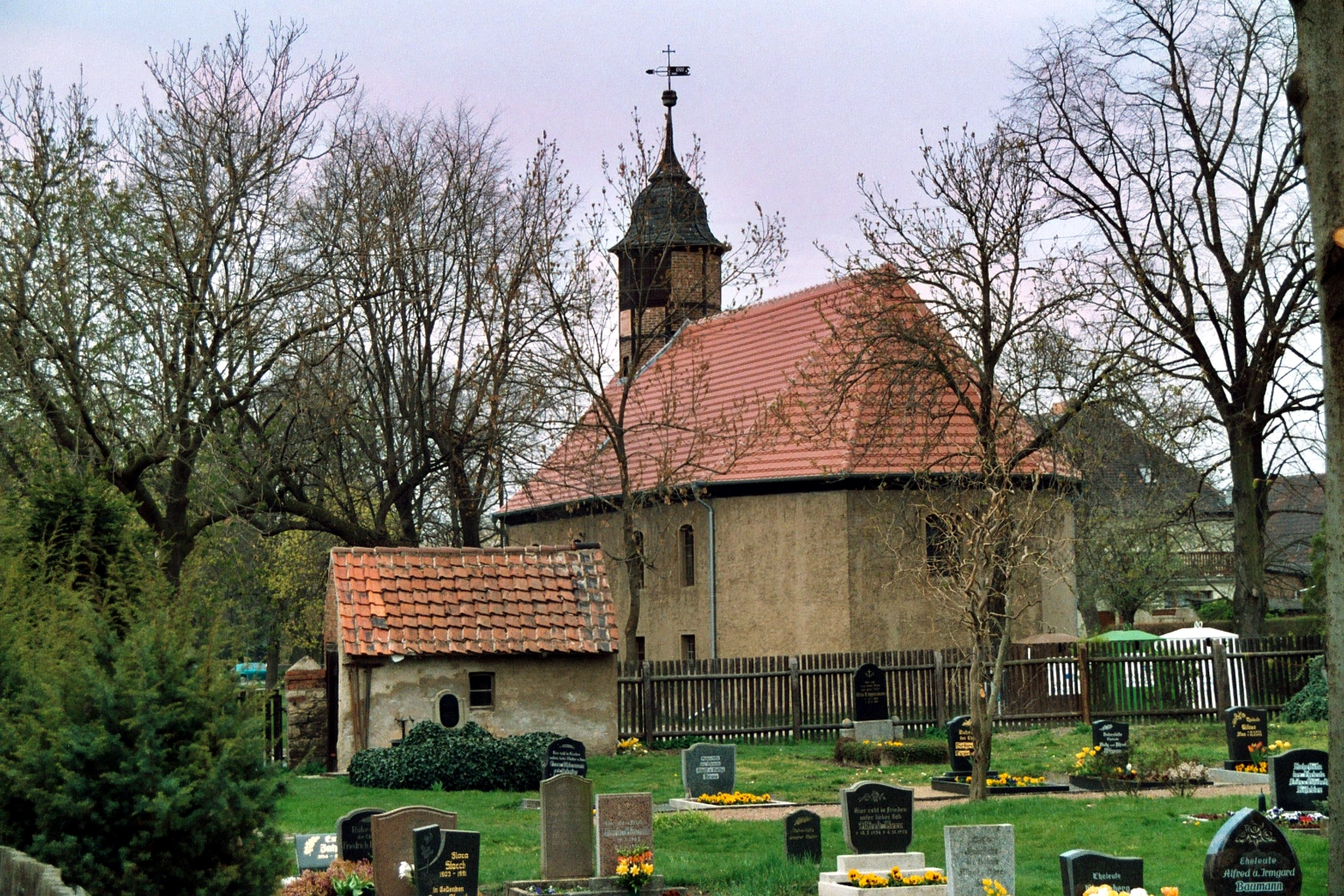
Церковь и кладбище